# Erazm Czarnecki
Erazm Czarnecki (ur. 3 czerwca 1892 w Pakości, zm. 4 września 1949 w Gdańsku) – działacz polonijny w Wolnym Mieście Gdańsku, poseł do Volkstagu (sejmu gdańskiego), publicysta.

## Życiorys

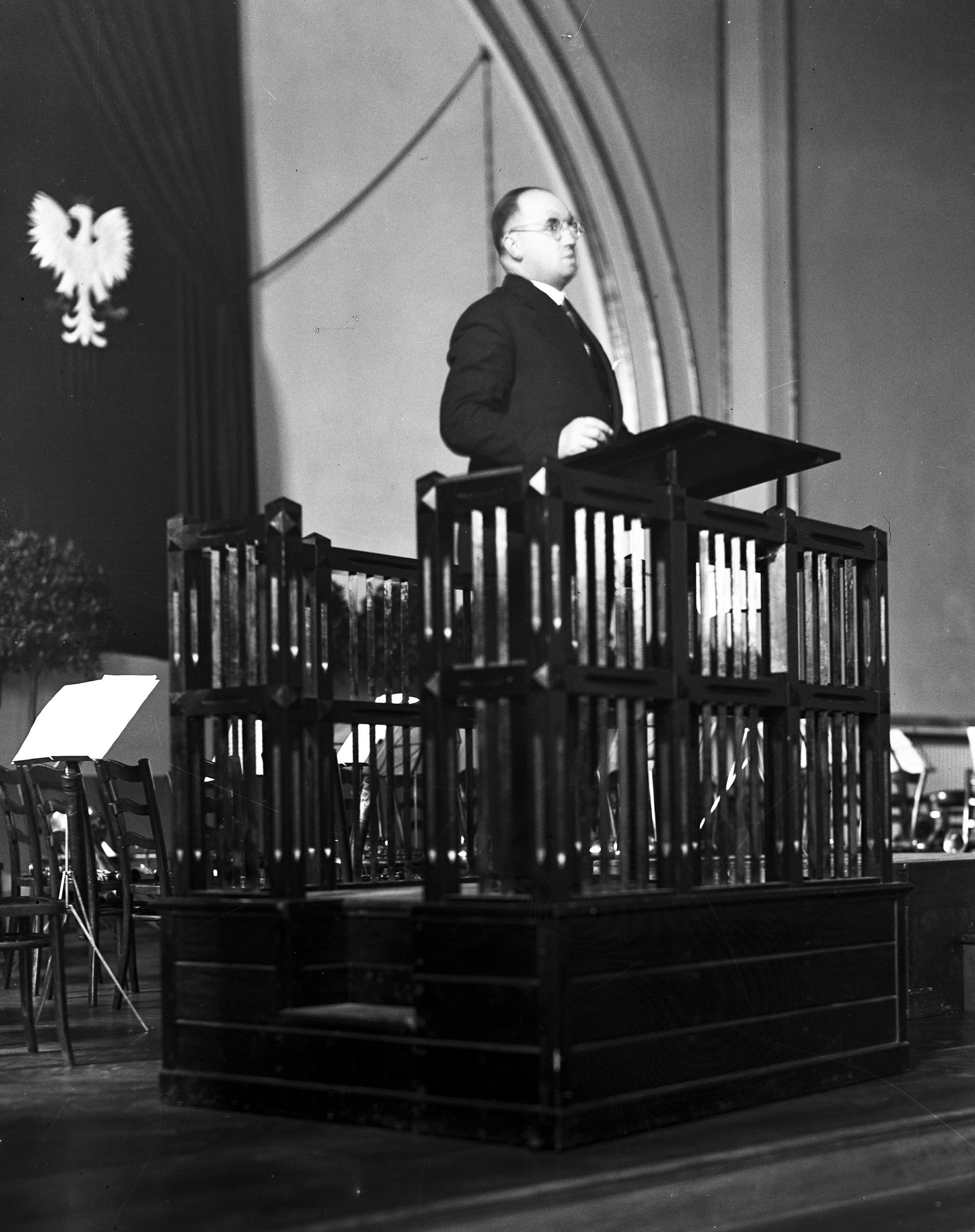
Erazm Czarnecki

Urodził się na Kujawach, w rodzinie Antoniego, przedsiębiorcy budowlanego, i Pelagii z domu Runde. Uczęszczał do szkoły powszechnej w Pakości, następnie do gimnazjum w Inowrocławiu, później w Poznaniu. Uczestniczył w strajkach szkolnych (1906) oraz należał do organizacji filareckiej. W 1913 ukończył Państwowy Instytut Techniczny w Poznaniu, gdzie uzyskał tytuł architekta budownictwa lądowego. Podjął praktykę budowlaną w firmie A. Schmidta w Nowej Rudzie na Śląsku, później pracę w firmie Ludwika Sicherta w Poznaniu. Od 1916 odbywał służbę wojskową w forcie Kernwerk w Poznaniu, w tym samym roku został przeniesiony do Gdańska, celem kontynuowania służby wojskowej w Stoczni Cesarskiej, na stanowisku inżyniera lądowo-wodnego w wydziale budowy portu. Pod koniec 1918 założył w Gdańsku tajny Związek Pracowników Polaków, i został prezesem tej organizacji, zaangażował się także w prace Związku Młodzieży Kupiecko-Gdańskiej. Prowadził także działalność konspiracyjną w różnych miejscowościach na Pomorzu, za co został aresztowany i przetrzymywany przez kilka dni w więzieniu w Grudziądzu. W 1919 został kierownikiem Gdańskiej Komisji Rejestracyjnej, której zadaniem było przygotowanie dokumentów na Konferencję Pokojową w Paryżu. Pracował także Komisji Politycznej gdańskiej Naczelnej Rady Narodowej oraz w Podkomisariacie Naczelnej Rady Ludowej na Prusy Królewskie, Warmię i Mazury. 31 marca 1920 został wybrany na sekretarza Podkomisariatu Naczelnej Rady Ludowej na miasto Gdańsk, później został kierownikiem Polskiej Sekcji Technicznej w Międzysojuszniczej Komisji dla oszacowania i podziału b. mienia państwowego Rzeszy Niemieckiej na obszarze Gdańska. W 1921 został sekretarzem nowo powołanej Gminy Polskiej w Wolnym Mieście Gdańsku oraz kierownikiem wydziału wiejskiego Gminy Polskiej, od 1931 do stycznia 1935 był prezesem Gminy Polskiej. Na początku lat 20. XX w. założył własną firmę budowlaną, która splajtowała. W 1925 przyjął stanowisko starszego inspektora technicznego w Dyrekcji Technicznej Rady Portu i Dróg Wodnych, od kwietnia 1930 pełnił funkcję sekretarza oddziału Zjednoczenia Zawodowego Polskiego Urzędników i Funkcjonariuszów Rady Portu, a w 1933 przeszedł do Dyrekcji Handlowej. W latach 1931–1935 zasiadał w Volkstagu IV i V kadencji. Publikował artykuły w prasie gdańskiej („Gazecie Gdańskiej”, „Związkowcu”), pomorskiej i poznańskiej, do 1930 podpisywał swoje artykuły najczęściej pseudonimem „Litawor”, później pełnym nazwiskiem. Na początku 1935 wyjechał z Gdańska, by objąć stanowisko wicedyrektora i radcy Przedstawicielstwa Portów Polskich i Ministerstwa Komunikacji w Pradze. W Volkstagu zastąpił go na krótko ksiądz Komorowski, a na fotelu prezesa Gminy Polskiej – Roman Ogryczak. 1 listopada 1938 przeniesiono go na kierownicze stanowisko w Przedstawicielstwie Kolei Polskich oraz Portów w Gdańsku i Gdyni w Bratysławie, które pełnił do wybuchu II wojny światowej.

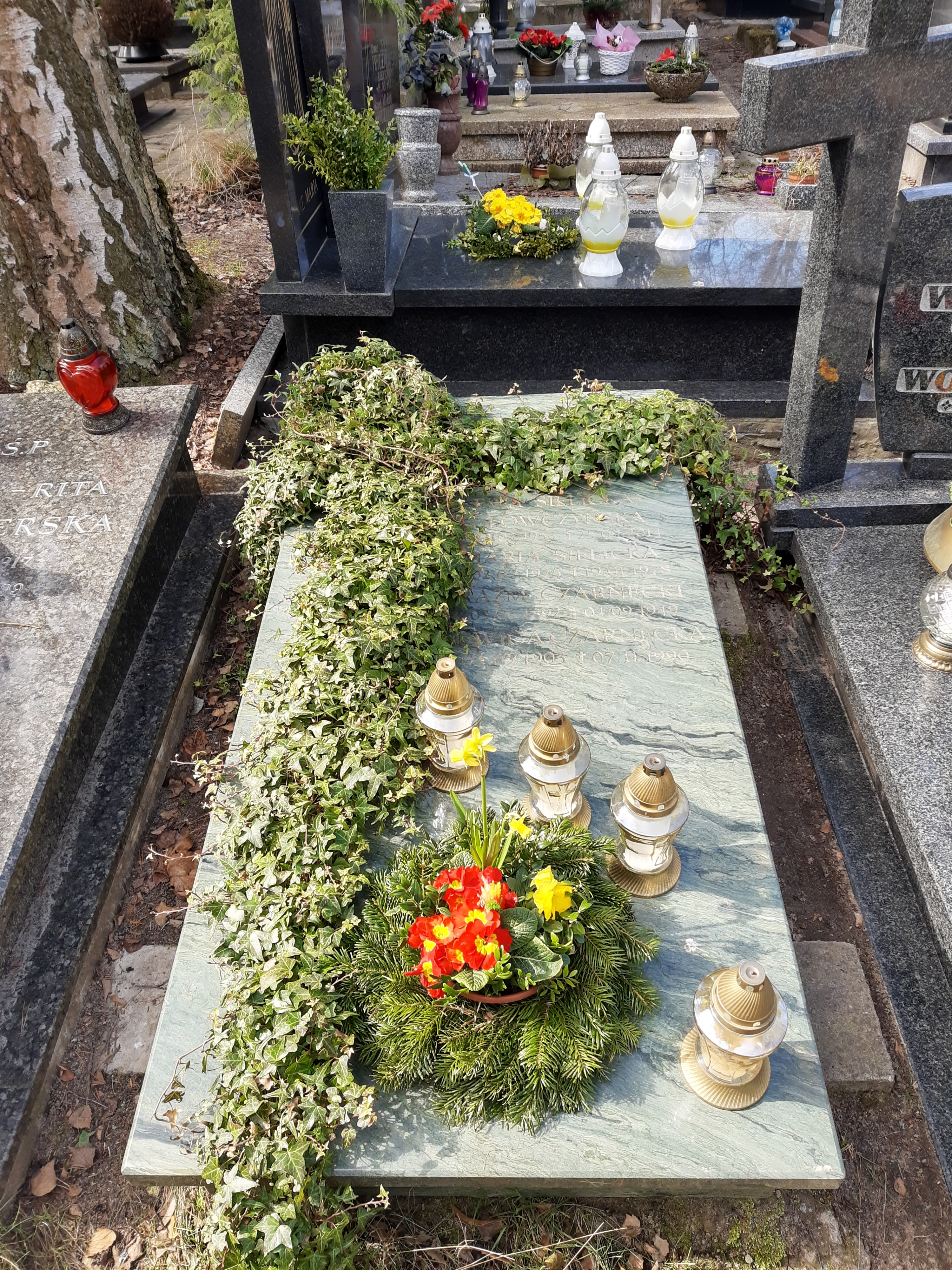
Grób Erazma Czarneckiego na cmentarzu katolickim w Sopocie

Podczas wojny przebywał w Bratysławie, początkowo bezrobotny, w okresie 1942–1945 pracował w Dunajskiej Żegludze Słowackiej „Dunajplavba”.
W sierpniu 1945 powrócił do Gdańska, gdzie podjął pracę na stanowisku dyrektora Biura Portowego, później został dyrektorem Mieszanej Komisji Taryfowej. W 1948 na podstawie donosu został zatrzymany przez funkcjonariuszy WUBP w Gdańsku i przetrzymywany w areszcie przez 21 tygodni. Po uwolnieniu pracował jako naczelnik Wydziału Taryfowo-Informacyjnego Gdańskiego Urzędu Morskiego.
Był mężem Jadwigi z domu Landowskiej (1903–1990), nauczycielki języka niemieckiego i angielskiego.
Zmarł w Gdańsku, pochowany na cmentarzu katolickim w Sopocie (kwatera B5-B-2).